# گمینا نگخانووو
گمینا نگخانووو (به لهستانی:  Gmina Niechanowo) یک گمینا در لهستان است که در شهرستان گنگزنو واقع شده‌است. گمینا نگخانووو ۱۰۵٫۳۱ کیلومتر مربع مساحت و ۵٬۳۹۵ نفر جمعیت دارد.